# Born Pink
Born Pink — другий студійний альбом південнокорейського дівочого гурту Blackpink. Він вийшов 16 вересня 2022 року на лейблах YG Entertainment та Interscope. Він став першим повноформатним альбомом гурту з часу виходу The Album у 2020 році. Продюсуванням альбому займалися різні продюсери, серед яких Teddy Park, 24, Freddy Wexler, Nohc та Paro. Blackpink задумали Born Pink як «сутність» гурту, черпаючи натхнення з хіп-хопу та поєднуючи різні жанри.
Англомовне важке звучання Born Pink черпає натхнення здебільшого з поп-музики, хіп-хопу, року та EDM, а мелодії характеризуються більш швидким продакшеном, ніж у його попередника The Album. Пісні поєднують у собі еклектичні стилі, від диско і баблгам-попу до поп-року і стадіонного року. У ліриці альбому обговорюються теми кохання, впевненості у собі, самозаохочення, боротьби зі славою та недоброзичливцями тощо. Четвертий трек «Yeah Yeah Yeah Yeah» учасниці гурту Джису та Розе написали у співавторстві.
Альбом «Born Pink» був підтриманий двома синглами, обидва з яких посіли перші місця в чарті Billboard Global 200. Сингл «Pink Venom» очолив національні чарти 10 країн, посівши друге місце в південнокорейському чарті Circle Digital Chart і 22 місце в американському чарті Billboard Hot 100. Другий сингл альбому «Shut Down» посів третє місце в чарті Circle Digital Chart і 25 місце в Billboard Hot 100. «Ready for Love», раніше випущений як промо-сингл у співпраці з відеогрою PUBG Mobile, також увійшов до трек-листа альбому. Для просування альбому Blackpink вирушили у світове турне Born Pink World Tour, яке розпочалося у жовтні.
Альбом отримав загалом схвальні відгуки від критиків. Покращене продакшн і більш особисті тексти отримали похвалу, проте критикували за брак інновацій та музичного розвитку альбому. Комерційно альбом дебютував на першому місці в чарті Circle Album Chart з 2,2 мільйонами копій, проданих менш ніж за два дні, ставши найбільш продаваним альбомом жіночого виконавця в Південній Кореї і першим, який перевищив позначку в два мільйони продажів. У Сполучених Штатах він став першим альбомом жіночого гурту, який посів перше місце в чарті Billboard 200 з часів Danity Kane у 2008 році. Крім того, Born Pink став першим альбомом дівочого K-поп гурту, який очолив чарти Billboard 200 та UK Albums Chart, що принесло Blackpink два рекорди Гіннеса. З того часу альбом отримав сертифікат подвійного мільйона від Корейської асоціації музичного контенту (KMCA). За даними Міжнародної федерації фонографічної індустрії (IFPI), альбом став восьмим найбільш продаваним альбомом у світі у всіх форматах у 2022 році та сьомим найбільш продаваним альбомом за чистими продажами.

## Нагороди та номінації
| Рік  | Організація                        | Нагорода                                    | Результат | Прим.  |
| ---- | ---------------------------------- | ------------------------------------------- | --------- | ------ |
| 2022 | Asian Pop Music Awards             | Найкращий альбом року (Міжнародний)         | Перемога  | [ 5 ]  |
| 2022 | Asian Pop Music Awards             | Найкращий продюсер (Міжнародний)            | Перемога  | [ 5 ]  |
| 2022 | Asian Pop Music Awards             | 20 найкращих альбомів року (міжнародний)    | Перемога  | [ 5 ]  |
| 2022 | Asian Pop Music Awards             | Приз глядацьких симпатій (міжнародний)      | 5th place | [ 5 ]  |
| 2022 | Genie Music Awards                 | Альбом року                                 | Номінація | [ 6 ]  |
| 2022 | MAMA Awards                        | Альбом року                                 | Номінація | [ 7 ]  |
| 2022 | Melon Music Awards                 | Альбом року                                 | Номінація | [ 8 ]  |
| 2022 | RTHK International Pop Poll Awards | Нагорода за найкращий альбом — корейська    | Перемога  | [ 9 ]  |
| 2023 | Circle Chart Music Awards          | Артист року — Фізичний альбом (4-й квартал) | Номінація | [ 10 ] |
| 2023 | Golden Disc Awards                 | Найкращий альбом (Bonsang)                  | Перемога  | [ 11 ] |
| 2023 | Golden Disc Awards                 | Альбом року (Daesang)                       | Номінація | [ 11 ] |
| 2023 | Seoul Music Awards                 | Головна нагорода (Bonsang)                  | Перемога  | [ 12 ] |

## Сертифікації
| Регіон                                                      | Сертифікація  | Продажі   |
| ----------------------------------------------------------- | ------------- | --------- |
| Франція (SNEP)                                              | Золотий       | 50 000    |
| Японія                                                      | —             | 34,475    |
| Польща (ZPAV)                                               | Золотий       | 10 000    |
| Південна Корея (KMCA)                                       | 2× Мільйонний | 2,947,204 |
| Велика Британія (BPI)                                       | Срібний       | 60 000    |
| США                                                         | —             | 101,500   |
| продажі+прослуховування, що базуються лише на сертифікаціях |               |           |